# Daúde (profeta)
Daúde (em árabe: داود; romaniz.: Dawud é a versão islâmica do profeta judaico-cristão Davi. Era o mensageiro e legislador de Deus, bem como o rei do reino unido de Israel, um país considerado sagrado pelo Islã. É mais conhecido no Islã por ter derrotado o gigante filisteu Golias quando foi soldado no exército do rei Saul.
Sua genealogia o coloca como o filho de Jacó (Iacube) e Abraão (Ibraim). Salomão (Solimão), filho de David, assumiu o trabalho de profeta após a sua morte e foi empossado como seu sucessor no reino de Israel.
A visão judaico-cristã e a islâmica divergem em alguns aspectos. Os muçulmanos não aceitam os pecados de adultério e assassinato atribuídos a David na bíblia hebraica por entenderem que os profetas como escolhidos e eleitos por Deus nunca cometeriam crimes desta gravidade. A história de Bate-Seba e Urias não está relatada na narrativa do Corão e não faz parte da tradição islâmica.